# SKEBINGO!
『SKEBINGO! ガチでお芝居やらせて頂きます!』（エスケーイービンゴ ガチでおしばいやらせていただきます）は、2019年1月22日（21日深夜）から4月2日（1日深夜）まで日本テレビで放送されていたSKE48のバラエティ番組である。

## 概要
『AKBINGO!』『NOGIBINGO!』『KEYABINGO!』『STU48のセトビンゴ!』『HKTBINGO!』から続く、「BINGO!」シリーズの第6弾として放送されていたバラエティ番組である。番組内のミニコーナー「SKE48の楽屋ばなし」は、未公開映像を含む完全版が動画配信サービスのHuluで番組とあわせて公開されている。

## 出演者
レギュラー
- MC：三四郎（小宮浩信・相田周二）
- SKE48 （メンバー・所属チームは放送当時のもの）
  - チームS：石黒友月、井上瑠夏、大谷悠妃、岡田美紅、上村亜柚香、北川愛乃、北川綾巴、坂本真凛、杉山愛佳、都築里佳、仲村和泉、野島樺乃、野村実代、松井珠理奈、松本慈子、山内鈴蘭、山田樹奈
  - チームKII：青木詩織、荒井優希、内山命、江籠裕奈、大芝りんか、太田彩夏、大場美奈、小畑優奈、片岡成美、北野瑠華、白井琴望、惣田紗莉渚、高木由麻奈、高柳明音、竹内彩姫、中野愛理、日高優月、古畑奈和、松村香織、水野愛理
  - チームE：相川暖花、浅井裕華、井田玲音名、鎌田菜月、熊崎晴香、倉島杏実、後藤楽々、斉藤真木子、佐藤佳穂、白雪希明、末永桜花、菅原茉椰、須田亜香里、髙畑結希、谷真理佳、西満里奈、野々垣美希、平田詩奈、深井ねがい、福士奈央
  - 研究生[注 1]：青海ひな乃、赤堀君江、荒野姫楓、池田楓、石川花音、入内嶋涼、大橋真子、大場紗也加、岡本彩夏、川嶋美晴、白井友紀乃、杉山菜田里、鈴木愛菜、鈴木恋奈、竹内ななみ、田辺美月、中坂美祐、平野百菜、藤本冬香

ゲスト
- 松田誠（第1〜2回）
- 市瀬秀和（第1〜3回）
- 當間里美（第1〜2・5〜6回）
- ふくだももこ、西条みつとし（第4回）
- 松本祐子、鈴木結加里（第7〜8回）
- 河西裕介、山崎彬（第9回）
- 丸尾丸一郎（第9〜11回）

## 放送日程
※地上波版のみ
| 回 | 放送日         | 放送内容                                        | SKE48の楽屋ばなし                                              | 備考 |
| -- | -------------- | ----------------------------------------------- | -------------------------------------------------------------- | ---- |
| 1  | 2019年 1月22日 | SKE48 全員オーディション 前半戦!                | 末永桜花、坂本真凛、野村実代、深井ねがい、小畑優奈、須田亜香里 |      |
| 2  | 1月29日        | SKE48 全員オーディション 後半戦!                | 末永桜花、坂本真凛、野村実代、深井ねがい、小畑優奈、須田亜香里 |      |
| 3  | 2月5日         | アクション演技をプロに学ぶ!                     | 日高優月、荒井優希、後藤楽々、水野愛理、熊崎晴香、菅原茉椰     |      |
| 4  | 2月12日        | コワイ女の演技をプロから学ぶ!                   | 大場美奈、松井珠理奈、古畑奈和、惣田紗莉渚、斉藤真木子         |      |
| 5  | 2月19日        | 感情を身体で表現すべく芝居のダンスをプロに学ぶ! | 鎌田菜月、荒井優希、竹内彩姫、江籠裕奈、松本慈子               |      |
| 6  | 2月26日        | 芝居のダンス表現をプロに学ぶ! 後半戦!           | 佐藤佳穂、大谷悠妃、石黒友月、大芝りんか、西満里奈             |      |
| 7  | 3月5日         | ミュージカルの歌を学ぶ!                         | 日高優月、野島樺乃、仲村和泉、井上瑠夏、北川愛乃、髙畑結希     |      |
| 8  | 3月12日        | ミュージカルの歌を学ぶ! 後半戦!                 | 大場美奈、菅原茉椰、松井珠理奈、古畑奈和、日高優月、竹内彩姫   |      |
| 9  | 3月19日        | 2チームが本格的なお芝居!                        | 大場紗也加、赤堀君江、白井友紀乃、岡本彩夏、藤本冬香           |      |
| 10 | 3月26日        | 演技動画自撮り対決&舞台出演者決定SP!            | 大場美奈、白井友紀乃、白井琴望、野村実代、日高優月             |      |
| 11 | 4月2日         | SKE版ハムレット最後の出演者決定戦!              | 須田亜香里、荒井優希、松村香織、熊崎晴香、髙畑結希             |      |

## 放送期間
放送局
| 放送期間                | 放送日時                         | 放送局     | 対象地域   | 備考   |
| ----------------------- | -------------------------------- | ---------- | ---------- | ------ |
| 2019年1月22日 - 4月2日  | 火曜日 1:29 - 1:59（月曜日深夜） | 日本テレビ | 関東広域圏 | 制作局 |
| 2019年1月30日 - 4月10日 | 水曜日 1:59 - 2:29（火曜日深夜） | 中京テレビ | 中京広域圏 |        |

インターネット配信
| 配信期間 | 配信日                 | 更新日時           | 備考 |
| -------- | ---------------------- | ------------------ | ---- |
| Hulu     | 2019年1月22日 - 4月2日 | 地上波放送終了直後 |      |

## スタッフ
- 企画プロデュース：秋元康
- 構成：三田卓人、平出尚人、平川達矢
- TM：木村博靖
- SW：萩野高康
- カメラ：早川智晃
- 音声：宮内貞
- VE：牛山敏彦
- LD：高橋正彦
- 美術プロデューサー：大川朋子、栗原和也
- デザイン：北村春美、小川裕史
- 大道具：永瀬雅俊
- 小道具：伊沢英樹
- 衣装：栗田佐智子
- 技術協力：NiTRo
- 美術協力：日テレアート
- 編集：川尻一弘（イカロス）
- MA：中川弘徳（イカロス）
- 音効：伊藤匡祐（Thee BLUEBEAT）
- TK：山沢啓子
- CG：PDトウキョウ
- 企画協力：窪田康志（AKS）、佐野裕一（田辺音楽出版）
- AP：東野真有、入江将也
- デスク：当田駒子
- AD：柳川雄洋、松本奈々、下里はつみ、波多野詩織、藤田博行
- ディレクター：萩原博喜、小澤博之、奥村竜、清水克洋、杉田心平、平澤賢宗
- 演出：渡邊政次
- コンテンツプロデューサー：毛利忍、植野浩之
- プロデューサー：大友有一、井原亮子、柴田雅美、日下潤
- チーフプロデューサー：納富隆治
- 企画制作：日本テレビ
- 制作協力：えすと、acro
- 製作著作：「SKEBINGO!」製作委員会（加宮貴博、櫻井紀子、山王丸和恵、土岐洋久、根本裕美）

## 関連商品
| リリース日    | タイトル             | レーベル | 規格品番   | 形態   | 封入特典                                                                         | 収録映像 |
| ------------- | -------------------- | -------- | ---------- | ------ | -------------------------------------------------------------------------------- | --- |
| 2019年10月4日 | SKEBINGO DVD-BOX     | vap      | VPBF-14845 | 初回版 | フォトブックレット36P、生写真3枚ランダム封入（全17種）                           | 全放送、メイキング映像、メンバー同士で撮影！「SKEカメラ」                                                                                        |
| 2019年10月4日 | SKEBINGO Blu-ray-BOX | vap      | VPXF-71733 | 通常版 | フォトブックレット36P、生写真3枚ランダム封入（全17種）「楽屋ばなし」ブックレット | 全放送、メイキング映像、メンバー同士で撮影！「SKEカメラ」、「楽屋ばなし」完全版（全11回）、SKE48版「ハムレット」稽古風景・バックステージ映像ほか |